# Luis Pérez (futebolista)
Luis Pérez (25 de agosto de 1906 - 28 de maio de 1963) foi um futebolista mexicano. Ele competiu na Copa do Mundo de 1930, sediada no Uruguai.